# Helena Bergström
Helena Kristina Bergström (Kortedala, Goteborg, 5 de febrer de 1964) és una actriu i directora de cinema sueca. Provinent d'una família d'actors, va iniciar la seva carrera l'any 1982. Ha aparegut en els escenaris del Royal Dramatic Theatre (Dramaten) i del Teatre de la ciutat d'Estocolm, però és més coneguda pel seu treball al cinema. The Women on the Roof (en suec: Kvinnorna på taket) és considerat com un dels seus treballs més importants. La seva pel·lícula més premiada és The Last Dance, per la qual va rebre el Premi Guldbagge a la millor actriu en un rol principal i en els Festivals de Montreal i Istanbul.

## Biografia
Helena és filla de l'actriu Kerstin Widgren i del director Hans Bergström. Està casada amb el director anglès Colin Nutley, amb el qual té dos fills i amb qui va fer la majoria de les seves pel·lícules.
La carrera d'actuació d'Helena Bergström, la qual de nena preferia treballar amb animals, comença el 1982, quan participa en la sèrie televisiva "Time Out". Un any més tard actua en la sèrie de comèdia satírica "Vidöppet". Helena Bergström estudia fins a 1988 a l'escola superior de teatre (Teaterhögskolan) a Estocolm i treballa després en el Real Teatre Dramàtic (Dramaten) i en el Teatre de la ciutat d'Estocolm.
Helena Bergstrom es torna més coneguda a Suècia el 1989 pels seus papers en les pel·lícules "1939" i "Kvinnorna på taket" (Les dones en el sostre). És a través d'un cartell de la seva última pel·lícula que és descoberta per Colin Nutley, el qual la contracta per al paper principal femení en la pel·lícula Blackjack (1990). El 1992 actua al costat de Rikard Wolff en el paper de Fanny en la pel·lícula "Änglagård" ("La granja de Fanny"). Per a aquest paper els lectors del periòdic suec Expressen la coronen com la figura de cinema de l'any 1992.
Bergström és reconeguda el 1993 com a millor actriu principal amb el premi suec Guldbagge pels seus papers principals en les pel·lícules "Sista dansen" i "Pariserhjulet".
En l'escenari Helena Bergström té papers en les obra de Luigi Pirandello "Sis persones en cerca d'un autor", en "Piaf" i en Hamlet de William Shakespeare.
L'any 2012 fou presentadora en el festival suec de música Melodifestivalen.

## Filmografia (Selecció)
- 1982: Time Out (minisèrie)[1]
- 1983: Vidöppet (sèrie televisiva)[1]
- 1987: Uppvaknandet[3]
- 1988: Friends[4]
- 1989: Husbonden - piraten på Sandön (Pel·lícula)[3]
- 1989: 1939[5]
- 1989: Les dones en el sostre (Kvinnorna på taket)[5]
- 1990: Blackjack[3]
- 1992: La granja de Fanny (Änglagård)[5][6][7]
- 1993: La roda de Paris (Pariserhjulet)[8]
- 1993: L'últim ball (Sista dansen)[5][9] and Festival Award (Montreal, Istanbul)[7]
- 1994: Änglagård[3]
- 1996: Els caçadors (Jägarna)[5]
- 1996: Asi és la vida (Sånt är livet)[5]
- 1998: Still Crazy[5][10]
- 1998: Sota el sol (Under solen)[11]
- 2000: Gossip[5]
- 2000: La vida és un Schlager - Livet är en schlager[5]
- 2001: L'explosió (Sprängaren)[5][12][7]
- 2003: El paradis - Paradiset[5][12]
- 2004: The Queen of Sheba's Pearls[5]
- 2006: Heartbreak Hotel[5][7]
- 2007 Se upp för dårarna directora[5][13]
- 2008 Angel[3]
- 2008 Ernst-Hugo[3]
- 2008 Selma (TV)[3]
- 2009 Så olika guionista, directora[5][3]
- 2010 Änglagård – tredje gången gillt[5]
- 2011 Någon annanstans i Sverige[3][7]
- 2013 Julie directora[5]
- 2014 Medicinen[5]
- 2014 Den fjärde mannen[3]
- 2015 En underbar jävla jul guionista, actor[3]
- 2015: Un nadal molt boig (En underbar jävla jul) -- també direcció i guió
- 2016: Marea viva (Springfloden, sèrie de televisió)